# Guitar Hero III: Legends of Rock
Guitar Hero III: Legends of Rock – komputerowa gra muzyczna wyprodukowana przez Neversoft i Aspyr Media oraz wydana w 2007 roku przez RedOctane. Jest to trzecia część serii gier komputerowych Guitar Hero na konsole. Gra polega na wcieleniu się w postać członka grupy rockowej – gitarzysty grającego w małych klubach. Ma on za zadanie doprowadzić siebie, jak i cały zespół, do szczytu sławy.

## Rozgrywka
Rozgrywka polega na wciskaniu w odpowiednim momencie przycisków na gitarze, które oznaczone są kolorami (zielony, czerwony, żółty, niebieski, pomarańczowy). Pomóc w wykonaniu utworu ma wciąż przesuwający się gryf z zaznaczonymi na nim punktami, dzięki któremu widać, w którym momencie należy nacisnąć odpowiedni guzik. Niezbędny jest także przycisk odpowiadający za struny oraz drążek wibracyjny, który daje możliwość wydania jedynego, oryginalnego dźwięku. 

### Kariera
Kariera podzielona jest na osiem stref sławy – w pierwszej dotyczy ona małej sceny w klubie, następnie gracz koncertuje na coraz większych scenach przy większej liczbie publiczności. W omawianym trybie można wykonać 42 utwory, włączając w to także trzy pojedynki z Mistrzami Gitary – Tomem Morello oraz Slashem. W sklepie z dodatkowymi zasobami można kupić za zarobione pieniądze wiele innych utworów, strojów, stylów, postaci, gitar, które można wykorzystać na koncercie.